# 優菜
優菜（ゆな、10月21日 - ）は、日本の元女子プロレスラー。ガッツワールドプロレスリングに所属していた。
身長163cm、体重55kg、血液型B型。埼玉県桶川市出身。
本名は非公開である。ニックネームは「ドラマチックプリンセス」。

## 所属
- ガッツワールドプロレスリング（2005年 - 2006年）

## プロフィール
「ざくろ桃子」のリングネームで学生プロレスで活躍した後ガッツワールドに入団、2005年5月28日、東京・新木場1stRING大会において、対KAZUKI戦でデビュー。以後、ガッツワールドの他に吉田万里子主宰の息吹にも出場。11月13日の東京・新宿FACE大会では、レスリング元世界王者の成国晶子とも対戦した。
2006年5月29日、ホットリボン興行での対春日萌花戦で非公式ながら初勝利。しかし8月以降、かねてから悩まされていた腰痛が悪化、欠場を続けるも11月に家庭の事情も重なり引退を決意。12月2日の新木場1stRING大会で後輩の浦井百合と最初で最後の対戦を行い引退。欠場期間を挟んで1年半余りの現役生活を終えている。

## 経歴
2005年
- 5月28日、東京・新木場1stRING大会において、対KAZUKI戦でデビュー。吉田万里子道場に入門し、息吹にも登場している。
- 7月31日、東京・新木場1stRING「“息吹”第2回大会」において、夏樹☆ヘッドと対戦。息吹ヘッドで敗れる。
- 9月23日、東京・新木場1stRING「“息吹”第3回大会」において、中川ともかと対戦。変形鎌固めでギブアップ負け。
- 11月13日、東京・新宿FACE「“息吹”第4回大会」において、レスリング元世界王者の成国晶子と対戦。ギブアップ負け。

2006年
- 1月14日、東京・新木場1stRINGにおいて、藪下めぐみと対戦。腕ひしぎ逆十字固めで敗れる。
- 2月3日、東京・新木場1stRING（THE WOMAN「萌えの中の萌えの中の萌え」）において、風香対春日萌花対優菜の3WAY戦に参加。風香が勝利。
- 2月4日、東京・新宿FACEにおいて、栗原あゆみと対戦。敗れる。
- 2月23日、東京・新宿FACE「第2回T-1興行」において、竹迫望美と対戦。バックドロップホールドで敗れる。
- 5月29日、ホットリボン興行における、対春日萌花戦で非公式ながら初勝利を挙げた。
- 7月2日、レディゴンまつりにおいて、NSP写真集イリミネーションマッチで、アップルみゆき、風香、春日萌花と組んで、渋谷シュウ、バンビ、市井舞、竹迫望美組と対戦。風香が市井からハイキックで勝利。
- 7月22日、東京・新木場1stRINGにおいて、中島安里紗と対戦。シングル初勝利。
- 7月23日、東京・新木場1stRING「格闘美〜Festa〜」において、ボリショイ・キッドと対戦。ラ・マヒストラルで敗れる。
- 8月以降、かねてから悩まされていた腰痛が悪化、欠場を続ける。
- 11月、家庭の事情も重なり引退を決意。
- 12月2日、東京・新木場1stRING「ガッツワールド大会」において、浦井百合と対戦。ダブルリスト・アームサルトで敗れて引退。

## 得意技
- ドロップキック
- コーナーベチャ

## 入場テーマ曲
- 「優菜のテーマ」

## 写真集
- 「Tender Girl」（日本スポーツ出版社）

## DVD
- 格闘美〜Dreamer〜「風香対優菜」（JDスター）
- 息吹 IBUKI 第2回大会2005.7.31新木場1STRING 第3回大会2005.9.23新木場1STRING 第4回大会2005.11.13新宿FACE「夏樹☆ヘッド対優菜ほか」（“息吹”事務局）
- 女子プロレスリベンジ「T-1グランプリ」〜魂〜大志〜帝王〜「竹迫望美対優菜」（チケット&トラベルT-1）
- レディゴンまつり「アップルみゆき、風香、優菜、春日萌花組対渋谷シュウ、バンビ、市井舞、竹迫望美組」（日本スポーツ出版社）